# Карл Видмарк
Карл Елоф Видмарк ( ; Ваксхолм, (16. јун 1911 — 14. октобар 1995) био је шведски кајакаш који се такмичио крајем тридесетих година прошлог века. Освојио је две златне медаље и постао први светски првак на 1. Светском првенству 1938. у Ваксхолму, Шведска у дисциплини кајак једносед К-1 1.000 м. и К-1 10.000 метара. 